# Segunda Categoría del Guayas 2012
El Campeonato Provincial de Segunda Categoría de Guayas 2012 es un torneo de fútbol en Ecuador en el cual compiten equipos de la provincia del Guayas. El torneo es organizado por Asociación de Fútbol del Guayas (Asoguayas) y avalado por la Federación Ecuatoriana de Fútbol.
En el torneo participan 16 clubes y se disputan dos cupos para clasificarse al campeonato nacional de la Segunda Categoría a finales de este año, con lo cual podrían disputar su eventual ascenso a la Serie B.

## Equipos participantes
| Equipo                                       | Ciudad    | Estadio                                                        |
| -------------------------------------------- | --------- | -------------------------------------------------------------- |
| 9 de Octubre Fútbol Club                     | Guayaquil | Estadio Alejandro Ponce Noboa de Fertisa                       |
| Club Sport Patria                            | Milagro   | Estadio Los Chirijos                                           |
| Club Deportivo Everest                       | Guayaquil | Estadio Alejandro Ponce Noboa de Fertisa                       |
| Calvi Fútbol Club                            | Guayaquil | Estadio Alejandro Ponce Noboa de Fertisa                       |
| Panamá Sporting Club                         | Guayaquil | Estadio Alejandro Ponce Noboa de Fertisa                       |
| Club Sport Norte América                     | Guayaquil | Estadio Alejandro Ponce Noboa de Fertisa                       |
| Academia Alfaro Moreno                       | Guayaquil | Estadio Alejandro Ponce Noboa de Fertisa                       |
| Club Social, Cultural y Deportivo ESPOL      | Guayaquil | Estadio de la Escuela Superior Politécnica del Litoral         |
| Liga Deportiva Estudiantil                   | Guayaquil | Estadio Alejandro Ponce Noboa de Fertisa                       |
| Liga Deportiva Universitaria de Guayaquil    | Guayaquil | Estadio FEDER                                                  |
| Club Sport Estudiantes del Guayas            | Guayaquil | Estadio Ramón Unamuno                                          |
| Asociación Deportiva Naval                   | Guayaquil | Estadio Alejandro Ponce Noboa de Fertisa                       |
| Club Social, Cultural y Deportivo Fedeguayas | Guayaquil | Estadio Ramón Unamuno                                          |
| Club Social Cultural y Deportivo Don Café    | Guayaquil | Estadio Alejandro Ponce Noboa de Fertisa                       |
| Club Social y Deportivo Paladín "S"          | Durán     | Estadio Pablo Sandiford de la Liga Deportiva Cantonal de Durán |
| Club Deportivo Sur y Norte                   | Guayaquil | Estadio Alejandro Ponce Noboa de Fertisa                       |

### Equipos por cantón
| Cantón    | N.º | Equipos |
| --------- | --- | --- |
| Guayaquil | 14  | 9 de Octubre, Everest, Calvi, Panamá, Norte América, Academia Alfaro Moreno, ESPOL, Liga Deportiva Estudiantil, Liga de Guayaquil, Estudiantes del Guayas, Naval, Fedeguayas, Don Café y Sur y Norte |
| Durán     | 1   | Paladín "S" |
| Milagro   | 1   | Patria |

## Sistema de competición
El sistema de competición para el campeonato provincial de fútbol del Guayas, que disputarán 16 equipos a lo largo del año, constará de tres etapas.
La primera etapa se desarrollará con los 16 equipos divididos en dos grupos de 8. El sistema aplicado será el de todos contra todos. Los mejores 4 posicionados de cada grupo al finalizar la etapa clasificarán a la segunda etapa.
La segunda etapa, similar a la primera, se desarrollará con los 8 equipos divididos en dos grupos de 4. Nuevamente se aplicará el sistema de todos contra todos. Los mejores 2 posicionados en cada grupo al finalizar la etapa clasificarán a la liguilla final.
La liguilla final es un cuadrangular de todos contra todos en el cual los dos mejores puntuados al final del campeonato obtendrán la clasificación al torneo nacional de Segunda Categoría, en donde decidirán su ascenso a la Primera Categoría Serie B del fútbol ecuatoriano.

## Primera etapa

### Resultados de la primera etapa
| Academia Alfaro Moreno | 8 - 2 | Norte América    | Fertisa       | 28 de abril | Grupo 1 |
| Don Café               | 1 - 2 | Panamá           | Fertisa       | 28 de abril | Grupo 2 |
| Estudiantes del Guayas | 2 - 0 | Sur y Norte      | Ramón Unamuno | 28 de abril | Grupo 2 |
| Liga de Guayaquil      | 1 - 1 | Patria           | FEDER         | 28 de abril | Grupo 1 |
| Calvi                  | 0 - 1 | L.D. Estudiantil | Fertisa       | 28 de abril | Grupo 1 |
| Fedeguayas             | 0 - 1 | A.D. Naval       | Ramón Unamuno | 28 de abril | Grupo 2 |
| 9 de Octubre           | 4 - 0 | Paladín "S"      | Fertisa       | 29 de abril | Grupo 2 |
| Everest                | 4 - 1 | ESPOL            | Fertisa       | 29 de abril | Grupo 1 |

| L.D. Estudiantil       | 1 - 3 | Everest                | Fertisa     | 5 de mayo | Grupo 1 |
| Patria                 | 0 - 0 | Norte América          | ESPOL       | 5 de mayo | Grupo 1 |
| ESPOL                  | 1 - 0 | Liga de Guayaquil      | ESPOL       | 5 de mayo | Grupo 1 |
| Fedeguayas             | 0 - 0 | Panamá                 | José Benito | 5 de mayo | Grupo 2 |
| Estudiantes del Guayas | 2 - 0 | Don Café               | Fertisa     | 6 de mayo | Grupo 2 |
| Calvi                  | 0 - 1 | Academia Alfaro Moreno | Fertisa     | 6 de mayo | Grupo 1 |
| Sur y Norte            | 1 - 0 | 9 de Octubre           | Fertisa     | 6 de mayo | Grupo 2 |
| Paladín "S"            | 0 - 7 | A.D. Naval             | Fertisa     | 6 de mayo | Grupo 2 |

| Liga de Guayaquil      | 1 - 0 | L.D. Estudiantil       | FEDER   | 12 de mayo | Grupo 1 |
| Panamá                 | 2 - 0 | Paladín "S"            | Fertisa | 12 de mayo | Grupo 2 |
| Everest                | 3 - 1 | Calvi                  | Fertisa | 12 de mayo | Grupo 1 |
| A.D. Naval             | 1 - 2 | Sur y Norte            | FEDER   | 12 de mayo | Grupo 2 |
| 9 de Octubre           | 2 - 3 | Estudiantes del Guayas | Fertisa | 12 de mayo | Grupo 2 |
| Norte América          | 2 - 5 | ESPOL                  | Fertisa | 13 de mayo | Grupo 1 |
| Don Café               | 1 - 4 | Fedeguayas             | Fertisa | 13 de mayo | Grupo 2 |
| Academia Alfaro Moreno | 1 - 0 | Patria                 | Fertisa | 13 de mayo | Grupo 1 |

| 9 de Octubre           | 7 - 1 | Don Café               | Fertisa | 19 de mayo | Grupo 2 |
| Calvi                  | 3 - 3 | Liga de Guayaquil      | FEDER   | 19 de mayo | Grupo 1 |
| Paladín "S"            | 0 - 1 | Fedeguayas             | FEDER   | 19 de mayo | Grupo 2 |
| ESPOL                  | 1 - 0 | Patria                 | ESPOL   | 19 de mayo | Grupo 1 |
| Estudiantes del Guayas | 1 - 4 | A.D. Naval             | Fertisa | 20 de mayo | Grupo 2 |
| Everest                | 0 - 1 | Academia Alfaro Moreno | Fertisa | 20 de mayo | Grupo 1 |
| L.D. Estudiantil       | 3 - 2 | Norte América          | Fertisa | 20 de mayo | Grupo 1 |
| Sur y Norte            | 0 - 3 | Panamá                 | Fertisa | 20 de mayo | Grupo 2 |

| Paladín "S"            | 2 - 6 | Don Café               | Fertisa | 25 de mayo | Grupo 2 |
| Everest                | 2 - 0 | Liga de Guayaquil      | FEDER   | 25 de mayo | Grupo 1 |
| Panamá                 | 1 - 3 | Estudiantes del Guayas | FEDER   | 25 de mayo | Grupo 2 |
| Norte América          | 5 - 3 | Calvi                  | Fertisa | 25 de mayo | Grupo 1 |
| Patria                 | 3 - 1 | L.D. Estudiantil       | Fertisa | 25 de mayo | Grupo 2 |
| Academia Alfaro Moreno | 1 - 1 | ESPOL                  | Fertisa | 25 de mayo | Grupo 1 |
| 9 de Octubre           | 0 - 0 | A.D. Naval             | Fertisa | 25 de mayo | Grupo 1 |
| Sur y Norte            | 1 - 0 | Fedeguayas             | Fertisa | 25 de mayo | Grupo 2 |

| L.D. Estudiantil       | 2 - 0 | ESPOL         |  |  |  |
| Everest                | 6 - 3 | Norte América |  |  |  |
| Calvi                  | 1 - 3 | Patria        |  |  |  |
| A.D. Naval             | 8 - 0 | Don Café      |  |  |  |
| Liga de Guayaquil      | 0 - 3 | Alfaro Moreno |  |  |  |
| 9 de Octubre           | 0 - 1 | Panamá        |  |  |  |
| Estudiantes del Guayas | 2 - 4 | Fedeguayas    |  |  |  |
| Sur y Norte            | 2 - 1 | Paladín "S"   |  |  |  |

| Alfaro Moreno | 5 - 0 | L.D. Estudiantil       |  |  |  |
| Espol         | 3 - 0 | Calvi                  |  |  |  |
| Patria        | 2 - 1 | Everest                |  |  |  |
|               |       |                        |  |  |  |
| Don Café      | 0 - 4 | Sur y Norte            |  |  |  |
| Panamá        | 2 - 3 | Naval                  |  |  |  |
| Paladín "S"   | 1 - 2 | Estudiantes del Guayas |  |  |  |
| Fedeguayas    | 0 - 1 | 9 de Octubre           |  |  |  |

### Clasificación de la primera etapa
|    | Equipos de fútbol      |  | PJ | G | E | P | GF | GC | Dif | Pts |
| -- | ---------------------- |  | -- | - | - | - | -- | -- | --- | --- |
| 1. | Academia Alfaro Moreno |  | 7  | 6 | 1 | 0 | 20 | 3  | 17  | 19  |
| 2. | Everest                |  | 7  | 5 | 0 | 2 | 19 | 9  | 10  | 15  |
| 3. | ESPOL                  |  | 7  | 3 | 2 | 2 | 9  | 6  | 3   | 13  |
| 4. | Patria                 |  | 7  | 3 | 2 | 2 | 9  | 6  | 3   | 11  |
| 5. | L.D. Estudiantil       |  | 7  | 3 | 0 | 4 | 8  | 14 | -6  | 9   |
| 6. | Liga de Guayaquil      |  | 6  | 1 | 2 | 3 | 5  | 10 | -5  | 5   |
| 7. | Norte América          |  | 6  | 1 | 1 | 4 | 14 | 25 | -11 | 4   |
| 8. | Calvi                  |  | 5  | 0 | 1 | 6 | 8  | 19 | -11 | 1   |

|    | Equipos de fútbol      |  | PJ | G | E | P | GF | GC | Dif | Pts |
| -- | ---------------------- |  | -- | - | - | - | -- | -- | --- | --- |
| 1. | A.D. Naval             |  | 7  | 5 | 1 | 1 | 24 | 5  | 19  | 16  |
| 2. | Estudiantes del Guayas |  | 7  | 5 | 0 | 2 | 15 | 12 | 3   | 15  |
| 3. | Sur y Norte            |  | 7  | 5 | 0 | 2 | 10 | 7  | 3   | 15  |
| 4. | Panamá                 |  | 7  | 4 | 1 | 2 | 11 | 7  | 4   | 13  |
| 5. | 9 de Octubre           |  | 7  | 3 | 1 | 3 | 14 | 7  | 7   | 10  |
| 6. | Fedeguayas             |  | 7  | 3 | 1 | 3 | 9  | 6  | 3   | 10  |
| 7. | Don Café               |  | 7  | 1 | 0 | 6 | 10 | 29 | -19 | 3   |
| 8. | Paladín "S"            |  | 7  | 0 | 0 | 7 | 4  | 24 | -20 | 0   |

## Segunda etapa

### Clasificación de la segunda etapa
|    | Equipos de fútbol      |  | PJ | G | E | P | GF | GC | Dif | Pts |
| -- | ---------------------- |  | -- | - | - | - | -- | -- | --- | --- |
| 1. | Academia Alfaro Moreno |  | 5  | 5 | 0 | 0 | 15 | 3  | 12  | 15  |
| 2. | Estudiantes del Guayas |  | 6  | 2 | 2 | 2 | 4  | 8  | -4  | 8   |
| 3. | Espol                  |  | 6  | 1 | 2 | 3 | 9  | 8  | 1   | 5   |
| 4. | Panamá                 |  | 5  | 0 | 2 | 3 | 3  | 12 | -9  | 2   |

|    | Equipos de fútbol |  | PJ | G | E | P | GF | GC | Dif | Pts |
| -- | ----------------- |  | -- | - | - | - | -- | -- | --- | --- |
| 1. | A.D. Naval        |  | 5  | 4 | 0 | 1 | 12 | 6  | 6   | 12  |
| 2. | Everest           |  | 5  | 3 | 1 | 1 | 11 | 7  | 4   | 10  |
| 3. | Sur y Norte       |  | 5  | 1 | 1 | 3 | 10 | 16 | 1   | 4   |
| 4. | Patria            |  | 5  | 0 | 2 | 3 | 10 | 14 | -49 | 2   |

### Resultados de la segunda etapa
Clasificaron Academia Alfaro Moreno, Estudiantes del Guayas, Everest y A.D. Naval.

## Liguilla final

### Clasificación de la liguilla final
|    | Equipos de fútbol      |  | PJ | G | E | P | GF | GC | Dif | Pts |
| -- | ---------------------- |  | -- | - | - | - | -- | -- | --- | --- |
| 1. | Academia Alfaro Moreno |  | 3  | 3 | 0 | 0 | 12 | 2  | 10  | 9   |
| 2. | Estudiantes del Guayas |  | 3  | 1 | 0 | 2 | 4  | 8  | -2  | 3   |
| 3. | Everest                |  | 3  | 1 | 0 | 2 | 3  | 7  | -4  | 3   |
| 4. | A.D. Naval             |  | 3  | 1 | 0 | 2 | 2  | 6  | -4  | 3   |

### Resultados de la liguilla final
|  | Campeón del torneo. Clasifica a la Zonal de Ascenso. |
|  | Subcampeón. Clasifica a la Zonal de Ascenso.         |

|                                                                                            |
| Club Deportivo Academia Alfaro Moreno 1.º Título Asciende a la Zona 3 de Segunda Categoría |
| También asciende Estudiantes del Guayas como subcampeón.                                   |

Clasificados a los zonales Academia Alfaro Moreno como Campeón y Estudiantes del Guayas como subcampeón.